# Earthdance
Earthdance est un festival mondial de musique et de danse qui coïncide avec la Journée internationale de la paix de l'ONU. Tenu chaque année depuis 1997, cet événement regroupe des centaines d'artistes de la musique, des DJ, des danseurs et d'autres acteurs. Earthdance propose de « danser pour la paix », lors de manifestations multiples et synchronisées grâce à Internet.

## Histoire

### 1997 - Création
Earthdance a été fondé par Chris Deckker (Medicine Drum, Return To The Source), qui aurait eu une vision dans la chambre funéraire de la Grande Pyramide de Gizeh d'organiser la première dance-party planétaire en faveur de la paix. Au début, 22 villes dans 18 pays communièrent autour de la musique et de la danse.

### 2017
Depuis sa création jusqu'à 2017, plus de 1 000 événements se sont déroulés dans environ 80 pays. Le 23 septembre, la 21e Earthdance Global Peace Party inclut un grand nombre d'événements publics à travers de multiples plateformes. Le point culminant étant une méditation planétaire collective et interconnectée, qui commence à 00h00 en temps universel coordonné (UTC). Une prière pour la paix est prévue.

## Mission et engagement social
Earthdance désire participer activement à la consolidation de la paix universelle et de l'unité, particulièrement au travers de la musique et de la danse, au travers du concept de Ré-évolution. Earthdance appuie des organisations à but non lucratif travaillant dans les domaines de la paix, du développement durable et de la justice sociale. Chaque événement donne 50 % ou plus de ses bénéfices à ses partenaires à but non lucratif et met en vedette les organisations lors de ses événements. Depuis 1997, des centaines d'organismes sont aidés financièrement, dont : Armée du Salut, Conseil de défense des ressources naturelles, Amnesty International. Des lieux tels que le Parc National Charles Darwin accueillent désormais chaque année le festival.

## Interprètes et présentateurs
Les DJ sont à la base de la plupart des événements interconnectés via les réseaux sociaux. La musique est principalement électronique et éclectique : rave, trance psychédélique, psytrance à neo-soul, dubstep aux musiques du monde. Earthdance a proposé divers artistes, dont : Mickey Hart, Ozomatli, Michael Franti & Spearhead, Blackalicious, Steve Kimock, Particle, Zap Mama, Sound Tribe Sector Nine, Digable Planets, Anthony B, Bassnectar et Ani DiFranco. De nombreuses personnalités ont pu s'y exprimer : Rick Doblin, directeur de l'Association multidisciplinaire pour des études psychédéliques, Wavy Gravy, Oren Lyons, Daniel Solnit, John Perry Barlow et Sean Siple.